# Līfkū Khandān (ort, lat 37,12, long 49,45)
Līfkū Khandān (persiska: لیفکو خندان) är en ort i Iran.   Den ligger i provinsen Gilan, i den nordvästra delen av landet, 230 km nordväst om huvudstaden Teheran. Līfkū Khandān ligger 60 meter över havet och antalet invånare är 304.
Terrängen runt Līfkū Khandān är kuperad söderut, men norrut är den platt. Runt Līfkū Khandān är det tätbefolkat, med 319 invånare per kvadratkilometer. Närmaste större samhälle är Fūman, 19,0 km nordväst om Līfkū Khandān. I omgivningarna runt Līfkū Khandān växer i huvudsak blandskog.